# Halacritus punctum
Halacritus punctum är en skalbaggsart som först beskrevs av Aubé 1842.  Halacritus punctum ingår i släktet Halacritus och familjen stumpbaggar. Inga underarter finns listade i Catalogue of Life.